# Valve Hammer Editor

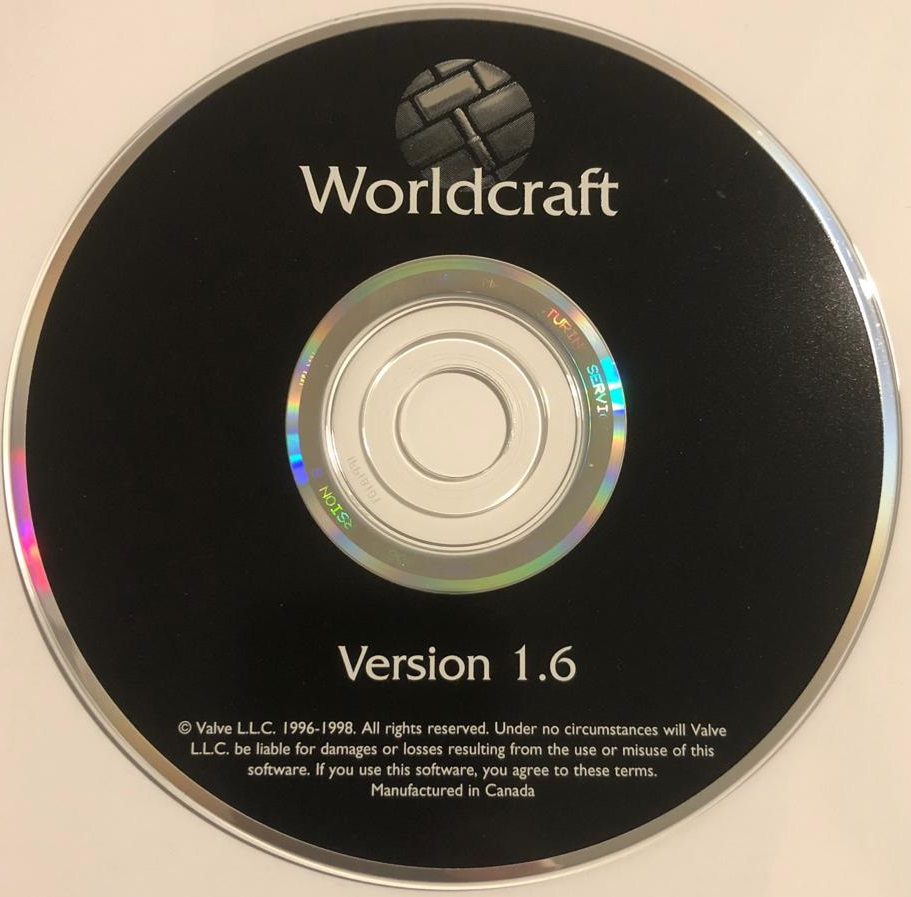
CD-ROM da versão comercial do Worldcraft Level Editor, versão 1.6. Antecessor do Valve Hammer Editor

Valve Hammer Editor (abreviado, VHE), conhecido inicialmente como Worldcraft e agora chamado de Hammer (martelo, em português), é um programa de criação de mapas exclusivamente para os jogos da Valve que utilizem os motores de jogo Source Engine e GoldSrc. 
As versões do VHE anteriores à versão 3.5 eram suportadas exclusivamente pelo motor GoldSource (Com suporte rudimentar para id Tech 2 devido à semelhança entre os dois motores), antecessor do Source Engine. A versão atual do VHE, a versão 4.1, suporta apenas a Source Engine, e está disponível gratuitamente no Source SDK (kit de desenvolvimento de software para a engine Source, em português), que vem junto com qualquer jogo baseado nesta game engine.
O programa, além de contar com diversas ferramentas, é dividido em quatro 'quadros', cada um referindo-se a uma forma diferente de se editar ou ver um objeto. O primeiro, chamado camera é o principal, localizado por padrão no canto superior esquerdo (isso é algo que pode ser alterado) disponibiliza ao mapper (assim são chamadas as pessoas que criam mapas para jogos da Valve) uma vista em três dimensões do objeto, que significa a visualização do que foi criado nas outras três telas ou quadros, que trabalham em apenas duas dimensões. A segunda, chamada top ou 'x/y', geralmente no canto superior direito, confere uma opção de edição da parte de cima do objeto. A terceira, chamada front ou 'y/z' permite a edição da parte frontal do objeto. A quarta e última é a side ou 'x/z' que refere-se à edição da parte lateral do objeto.
Valve Hammer Editor pode ser baixado pela Steam.